# 貢女
貢女（朝: 공녀、コンニョ、tribute women または tribute girls）は、一般に女性を朝貢品の一つとして献上することである。帰国が出来た女性は国内でも還郷女（朝鮮語: 환향녀、ファンヒャンニョ）として蔑視・差別待遇を受けた。現在でも朝鮮語で女性を節操のない女だと罵倒して卑下する言葉として用いられるファニャンニョン（화냥년）の由来となっている。
5世紀に高句麗・新羅から中国の北魏に送ったという記録があるが、朝鮮半島から貢女の献上が最も盛んに行われたのは高麗後期から李氏朝鮮時代にかけてだったため、ここでは高麗と李氏朝鮮時代の貢女について説明する。

## 概要

### 高麗
高麗時代の献上先は蒙古（元）・契丹・明であり、貢女だけでなく多くの朝貢を強いられていた。また、1274年の元寇・文永の役（対馬侵攻）にて捕らえた島民をモンゴル王侯等に献上もしていた。『高麗史』によると、最初は結婚都監（ko:결혼도감）を置き、140人の貢女を行い、2番目は貢女確保のために国中の婚姻が禁止されて、3番目に資料では寡婦処女推考別監（朝鮮語: 과부처녀추고별감）という役所を設け組織的に対応していることがわかる。
李穀（1298年-1351年）が元の皇帝に貢女による高麗国内の現状を上訴している。
1332年、忠粛王は元朝の衰えとともに、元朝への貢女を廃止している。
なお、貢女でありながら、王后（妃）となった女性に
- 奇皇后（生没年不詳）：14世紀の元朝最後の皇帝である順帝トゴン・テムルの皇后、後の粛良台 完者忽都
- 権賢妃（? - 1410年）：明の成祖永楽帝（朱棣）の寵姫

などがいる。

### 李氏朝鮮
中国本土の使臣によって私的に連れて行ったケースを含めると、朝鮮半島から献上された貢女は数えきれないほどの数にのぼると言われている。中国から貢女を選抜する使臣が訪れると、朝鮮では選抜機関を設置して、巡察使が各地を物色したが、民衆は激しく抵抗し、貢女候補になるや、娘の顔に薬を塗り傷を付けケースや出家させるケースもあり、幼児を嫁がせることまであったという。そのため、李氏朝鮮時代には「12歳以下の女子については婚姻を禁ずる」法令を下した。李氏朝鮮の太宗8年には、処女30人が選抜されたが、中国の使臣は「美しい女がいない」として罰しようとし、娘たちも指名を避けるため、障害があるかのように装い、太宗は「処女を隠した者、針灸を施した者、髪を切ったり薬を塗ったりした者など、選抜から免れようとした者」を罰する号令を下した。韓国で英雄視される世宗も「国内の利害のみならず、外国にも関係することなので、ただ（中国皇帝の）令に従うのみ」と述べ、世宗の時代に最も貢いだ女性の数が多かった。朝鮮日報によるとその史実は韓国国内では全く知られていない。
朝貢は高句麗と新羅に始まり、高麗が元に服属された以降より盛んに行われた。この事大主義外交の遺産は、中国や朝鮮半島で王朝が交代した明・清代にも引き継がれ、日清戦争が勃発するまで、中国朝鮮関係史の全体的な枠組みを定めることになった。特に太宗とその息子であり大王として韓国で最も評価されている朝鮮王である世宗の在位当時が朝貢も最も多かった時期であった。ソウル市西大門区の迎恩門（現在の独立門）が半島の朝貢残酷史を象徴している。恩ある中国の使臣を迎えるという意味で建てられたとこであり、半島の美女を貢女として連れていく中国大陸の使臣は鴨緑江付近の義州から非常に豪華なもてなしを受けていた。そして、朝鮮王は宮殿で使臣から明皇帝の勅書を受領した。多くの大陸からの使臣が朝鮮出身の内侍かつ宦官であるにもかかわらず、迎恩門に迎えにいくなど朝鮮王は礼儀を尽くさせられていた。中国から貢女を選抜する使臣が1-2カ月かかる貢女を選び出す期間は半島全土に婚姻禁止令が朝鮮王から下され た。13歳-25歳の未婚の女性が選抜対象で娘を持つ民は恐怖に震えた。明の永楽帝の使いが朝鮮半島から連れて行った権賢妃（恭献賢妃）ら宮女8人は愛憎による虚偽の毒殺騒動で明の宮中で惨劇を経験している。朝貢使臣の横暴も悩みの種であり、要求条件があまりにも厳しく、賄賂を渡さなければならなかった。1429年の勅使が帰国する時、賄賂の分量が200箱に達した。一箱あたり8人で運ばれ、運搬の行列は数kmに達した。賄賂を国家資金から調達したため、国家の蔵が大きく損なわれた。使臣団の随行員が朝鮮人を打ち殺すこともあった。
清国から完全独立を果たした後は制度としての献上は無くなったものの、この習慣から女性を攫い金銭目的で国内外へ人身売買する者が多数存在し、併合時代警察に逮捕される朝鮮人の数は日本人の100倍に上った。

#### 時系列
1618年に後金は明への宣戦布告の前後、李氏朝鮮をお前と呼ぶ国書を送り、「明の戦争に朝鮮は介入するな」と命令した。李氏朝鮮の光海君はサルフの戦いで後金に敗北したものの、戦後に中立外交を打ち出して国王としての面子を少しは保ていた。しかし、次に王になった仁祖は国力も無いのに1627年の丁卯胡乱で敗北させられた9年後の1636年に、丙子胡乱で清（後金の新国号）に挑んで壊滅的大敗をした。仁祖は真冬に南漢山城からホンタイジの下に三跪九叩頭をさせられて、勝者のパーティー後にホンタイジから毛皮を贈り物として受けて、「感謝します」と3回膝まずき9回頭を下げて三田渡の盟約をした。最大50万人が捕虜になり、連行されて性奴隷に転落した朝鮮の女性は、満洲人の本妻から熱湯を掛けられたりもした。故国に帰国出来た者さえ還郷女として故国では家門からも捨てられた上に、あらゆる嫌悪・差別を受けた。還郷女（ファンヒャンニョ）は李氏朝鮮では、以後淫らな女性を指す言葉になったほどだった。